# Герб Радехова
Герб Радехова — офіційний символ міста Радехова, Шептицького району Львівської області, затверджений 29 серпня 1997 року рішенням сесії Радехівської міської ради. 
Автор проєкту — А. Гречило.

## Опис
У синьому полі Всевидяче око в синьому трикутнику із золотим сяйвом навколо.

## Історія
Основою для сучасних символів став сюжет з печаток міста з ХІХ ст., який пізніше використовувався як герб міста Радехова. 